# Karos rugosus
Karos rugosus is een hooiwagen uit de familie Stygnopsidae.